# Былим-Колосовский, Семён Петрович
Семён Петро́вич Были́м-Колосо́вский (родился 2 февраля 1857 года, Полтавская губерния, Российская империя — умер после 1920 года) — русский военачальник, генерал-майор. Участник китайской кампании 1900—1901 годов, русско-японской и 1-й мировой войн.

## Биография
Сын коллежского асессора Петра Николаевича Былим-Колосовского, брата Елизаветы Николаевны Былим-Колосовской (1848—1904) — жены тайного советника Ф. Е. Еленева (1827/29—1902). Образование получил в частном учебном заведении. В службу вступил 05.06.1873. Окончил Одесское пехотное юнкерское училище. Выпущен прапорщиком (19.11.1876) в 57-й пехотный Модлинский полк. Подпоручик (14.03.1877). Участник русско-турецкой войны 1877-78 гг. Поручик (04.05.1881; за отличие). Штабс-капитан (15.03.1885; за отличие). Капитан (15.03.1894; за отличие). Подполковник (26.02.1898; за отличие).
На 01.1901 командир 2-го батальона 16-го стрелкового полка. Участник китайской кампании 1900-01 и русско-японской войны 1904-05. Полковник (05.10.1904; за отличие).
И.д. коменданта главной квартиры 3-й Маньчжурской армии — 02.08.1905-23.09.1906. Командир Гродненского крепостного пехотного батальона (21.03.-15.11.1907). Командир 1-го Гродненского крепостного пехотного батальона (15.11.1907-15.03.1908). Командир 76-го пехотного Кубанского полка (15.03.1908-03.01.1911). Командир 60-го пехотного Замосцкого полка (03.04.1911-27.09.1913). Генерал-майор (27.09.1913; за отличие). Командир 1-й бригады 10-й Сибирской стрелковой дивизии (с 27.09.1913).
Командир 1-й бригады 14-й Сибирской стрелковой дивизии (2-й очереди) (с 03.08.1914). Отличился в Таневском сражении 1915 г.
Командующий 118-й пехотной дивизией (с 25.06.1916; на 01.1917 в той же должности). За отличия командиром 1-й бригады 14-й Сибирской стрелковой дивизии награждён Георгиевским оружием (ВП 16.08.1916).
В 1918 в армии гетмана Скоропадского. Генеральный хорунжий Армии Украинской Державы. Начальник 14-й пехотной дивизии (с 14.09.1918). Начальник 8-й пехотной дивизии (12.10.1918-15.11.1918). С 1920 проживал в Одессе, получая средства случайными заработками. Был репрессирован. Дальнейшая судьба неизвестна.

## Награды
- орден Святого Станислава 2-й степени с мечами (1901);
- орден Святого Владимира 3-й степени (1906);
- орден Святой Анны 2-й степени с мечами (1907);
- орден Святого Станислава 1-й степени с мечами (1915);
- орден Святой Анны 1-й степени с мечами (1915);
- Георгиевское оружие (16.08.1916)